# Vlag van Hoogezand-Sappemeer

Vlag van Hoogezand-Sappemeer

De vlag van Hoogezand-Sappemeer werd op 19 oktober 1956 door de gemeenteraad van Hoogezand-Sappemeer vastgesteld. Elementen van de vlag zijn afkomstig uit het wapen van Hoogezand-Sappemeer, dat op 28 november 1951 bij Koninklijk Besluit werd verleend.
De gemeente Hoogezand-Sappemeer ontstond in 1949 na het samenvoegen van de gemeenten Hoogezand en Sappemeer en heeft bestaan tot 1 januari 2018. Op die datum ging Hoogezand-Sappemeer op in de nieuw opgerichte gemeente Midden-Groningen.

## Beschrijving en verklaring
De vlag kan als volgt worden beschreven:
Drie banen van blauw en rood met een hoogteverhouding van 1:2:1; de rode baan beladen met een geel tandwiel met vier armen in kruisstand en met een hoogte van 1/3 van de vlaghoogte, geplaatst op het midden van de baan, vergezeld van twee gele hamers van dezelfde hoogte, aan de broekzijde een drijfhamer en aan de vluchtzijde een timmermanshamer, de smalle kant naar de vlucht gericht.
De vlag is een rechthoekig vlak met drie horizontale banen, waarvan de middelste baan hoger is. De banen hebben van boven naar beneden de kleuren blauw, rood en blauw. De kleuren zijn ontleend aan de vlag van het zeemanscollege "De Vooruitgang" in de voormalige gemeente Sappemeer. In de rode baan zijn gouden symbolen (drijfhamer, timmermanshamer en tandwiel) geplaatst die te maken hebben met de geschiedenis van de voormalige gemeente Hoogezand. De vlag heeft een hoogte-breedteverhouding van 2:3.

## Verwante afbeeldingen

Het wapen van Hoogezand-Sappemeer
De vlag van Hoogezand
De vlag van Sappemeer